# Салчипапа
Салчипапа (ісп. salchipapa або salchipapas) — перуанська фаст-фуд-страва, зазвичай вживається як вулична їжа, як правило, складається з тонко нарізаних смажених яловичих сосисок або ковбаси, картоплі фрі, з капустяним салатом. Назва страви, це контамінація від іспанського слова salchicha (ковбаса/сосиски) та papa (картопля). Страва подається з різними соусами, такими як кетчуп та гірчиця, crema de aceituna (оливковий соус), а також ахі або перець чилі. Іноді зверху додають смажене яйце або сир; його також можна подавати з помідорами та салатом, прикрашати орегано.

## Історія
Салчипапа була винайдена як вулична їжа в Лімі, Перу. З роками страва поширилася по всьому Перу. У Латинській Америці популярність цієї страви вийшла за межі перуанської кухні, і тепер вона також типова для еквадорської та болівійської кухні. Страва також продається на аргентинських вулицях та ринках. Страва продовжує розширюватися через імміграцію з Болівії до аргентинських, колумбійських та перуанських ресторанів у США та Чилі. Є варіант, відомий як «черіпапас» (приготовлений із чорізо замість ковбаси). Їх також можна знайти у Мексиці.

## Галерея

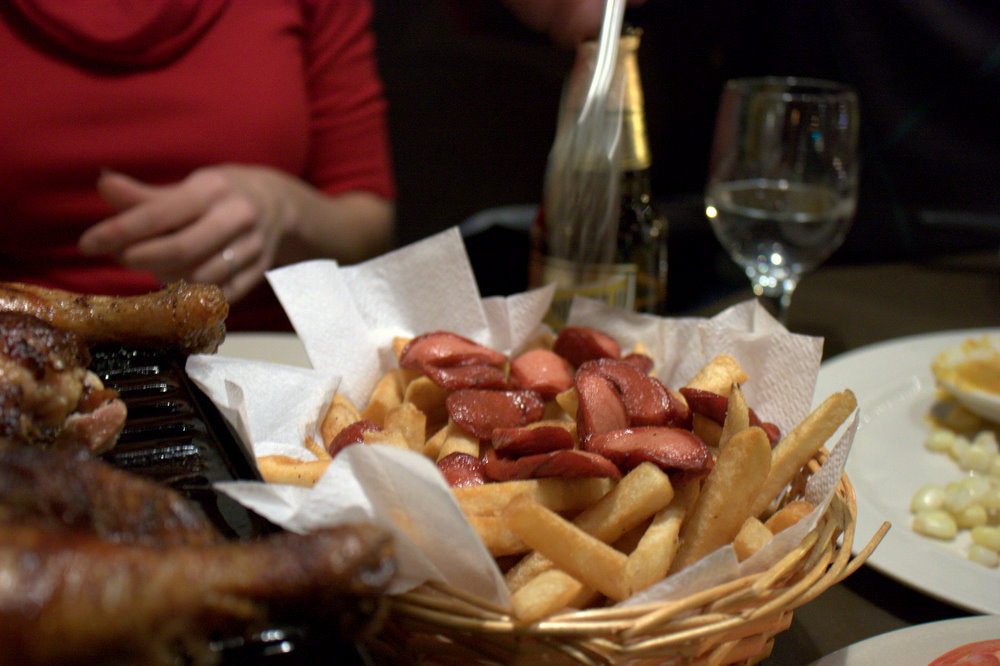
Страва салчипапа увійшла в різні латиноамериканські кухні
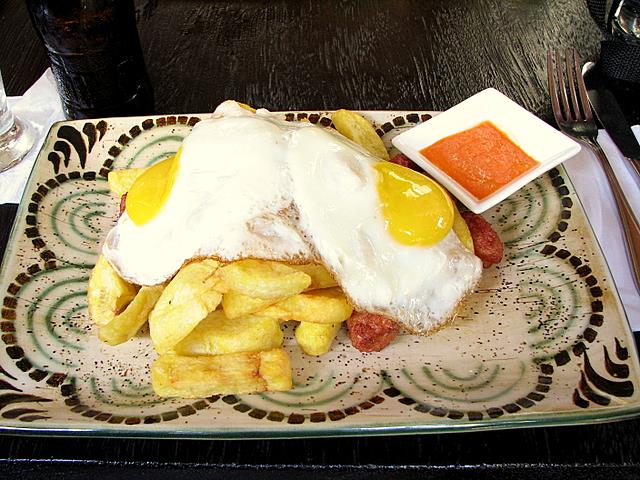
Деякі ресторани змінюють рецепт салчипапи, щоб покращити традиційну вуличну їжу
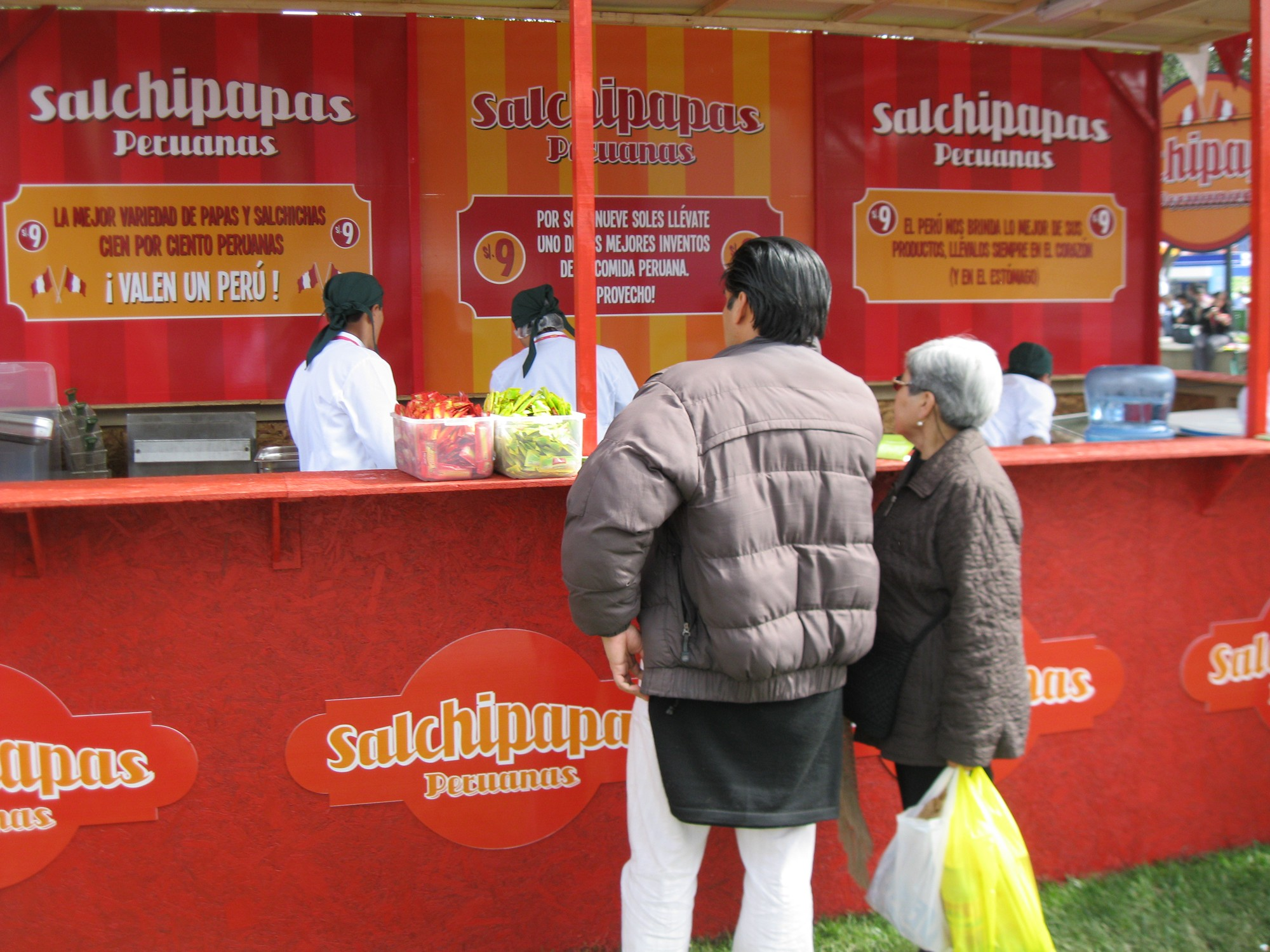
Вживання салчипапи залишається високим у міських секторах Ліми
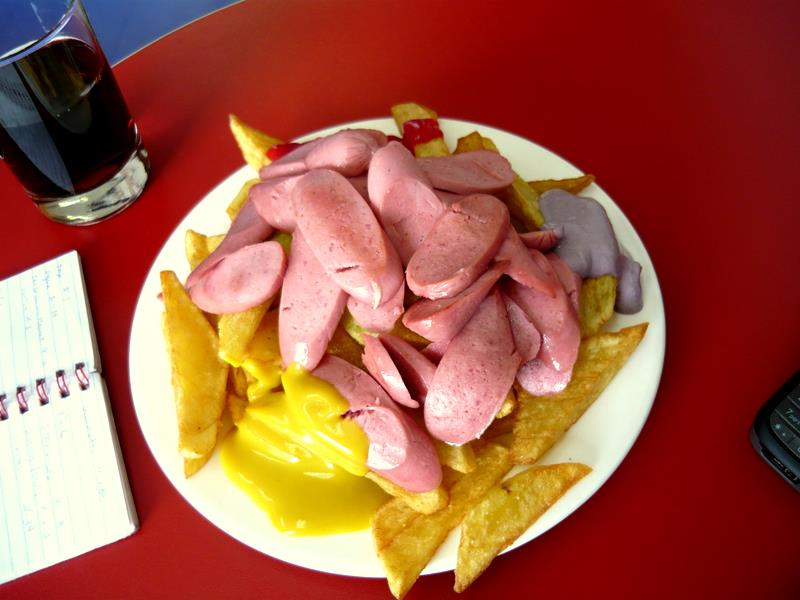
Велика кількість калорій у салчипапах викликає занепокоєння захисників громадського здоров'я